# Beania proboscidea
Beania proboscidea is een mosdiertjessoort uit de familie van de Beaniidae. De wetenschappelijke naam van de soort is voor het eerst geldig gepubliceerd in 1986 door Gordon.